# Pigtail
Un cable pigtail (o cable de espiral, coleta o rabillo) de fibra óptica está formado por un cordón corto de fibra, un conector en uno de los extremos que sirve de interfaz con los equipos y fibra descubierta en el otro extremo para ser empalmado a la fibra del cable principal. 
En el extremo descubierto del cable pigtail se pela el revestimiento de color (recubrimiento) y se fusiona o empalma con una fibra o con una multifibra troncal.
Un empalme de pigtail "abre" el cable principal de multifibra para la conexión con el equipo final.
Los conectores pueden ser hembras o macho. Los conectores hembra pueden ser montados en el panel de parcheo, generalmente en pares, aunque también hay soluciones de una sola fibra, para permitir que se conecten los puntos de terminación o a otra fibra. O de modo alternativo también pueden ser conectores macho y conectarse directamente dentro del módulo óptico de fibra óptica (por ejemplo, un SFP).